# (35941) 1999 JT129
1999 JT129 (asteroide 35941) é um asteroide da cintura principal. Possui uma excentricidade de 0.17846540 e uma inclinação de 13.00075º.
Este asteroide foi descoberto no dia 12 de maio de 1999 por LINEAR em Socorro.